# Esperimento di Davisson e Germer
In fisica, l'esperimento di Davisson–Germer fornì un'importante conferma dell'ipotesi di de Broglie, ovvero che le particelle, nel caso specifico gli elettroni, possono avere un comportamento ondulatorio (dualismo onda-particella), che costituisce uno dei fondamenti della meccanica quantistica.
Nel 1927, ai Bell Labs, Clinton Davisson e Lester Germer progettarono e costruirono uno strumento a vuoto con lo scopo di misurare le energie degli elettroni emessi da una superficie di metallo. Gli elettroni provenienti da un filamento riscaldato venivano accelerati da un potenziale elettrico e fatti incidere a velocità ridotta su una superficie di nichel cristallino.  La superficie poteva essere ruotata per valutare la dipendenza dall'angolo degli elettroni emessi. Il rivelatore di elettroni era montato su un arco così da poter essere ruotato per osservare gli elettroni secondo angoli diversi.
Il risultato dimostrò che a un certo angolo si verificava un picco nell'intensità degli elettroni emessi. Venne misurata la dipendenza dall'angolo di incidenza dell'elettrone riflesso e si determinò che aveva lo stesso pattern di diffrazione dei raggi X, come previsto dalla legge di Bragg. Il picco era quindi la dimostrazione del comportamento ondulatorio degli elettroni.